# Cathédrale de San Fernando del Valle de Catamarca
La cathédrale de San Fernando del Valle de Catamarca ou cathédrale-basilique Notre-Dame-de-la-Vallée (en espagnol : Catedral basílica de Nuestra Señora del Valle) est située à San Fernando del Valle de Catamarca (appelée plus simplement « Catamarca ») en Argentine. Elle est la cathédrale du diocèse de Catamarca, situé géographiquement dans la province de Catamarca, et qui fait partie de la province ecclésiastique de Salta.
La cathédrale-basilique héberge aujourd'hui la statue de la Vierge miraculeuse appelée Virgen del Valle, qui explique la dédicace à la Vierge de la Vallée.

## Histoire
La construction de ce qui allait devenir la grande basilique Nuestra Señora del Valle, commencée en 1860, a pour but de donner à la statue de la Virgen del Valle (Vierge de la Vallée) une demeure digne de ce nom, les sanctuaires précédents ne suffisant plus à contenir les milliers de pèlerins venant faire leurs dévotions à la Vierge. Le projet est conçu en 1859 par l'architecte Luis Caravatti, auteur par ailleurs des principaux édifices de la capitale provinciale. La construction se réalise entre 1860 et 1875, mais pouvant être utilisée comme église, elle est inaugurée en 1869. D'emblée la basilique Notre-Dame-de-la-Vallée devient un des grands lieux de pèlerinage religieux argentin.
Le diocèse de Catamarca est créé le 5 février 1910, par la bulle Sollicitudine du pape Pie X. La basilique Notre-Dame-de-la-Vallée est choisie pour exercer la fonction de cathédrale.
Le diocèse comprend dans la province de Catamarca, les départements d'Ambato, d'Ancasti, d'Andalgalá, de Belén, de Capayán, Capital, d'El Alto, de Fray Mamerto Esquiú, de Santa Rosa, de La Paz, de Paclín, de Pomán, de Tinogasta, et de Valle Viejo, couvrant une superficie de 68 765 km2. Sa population de plus de 250 000 habitants en 2004 était catholique à 98 %.

## Description
Il s'agit d'un vaste sanctuaire, des plus importants en Argentine, très richement orné. Il est de style néoclassique et éclectique, typique de ce qui se construisait en Argentine à l'époque.

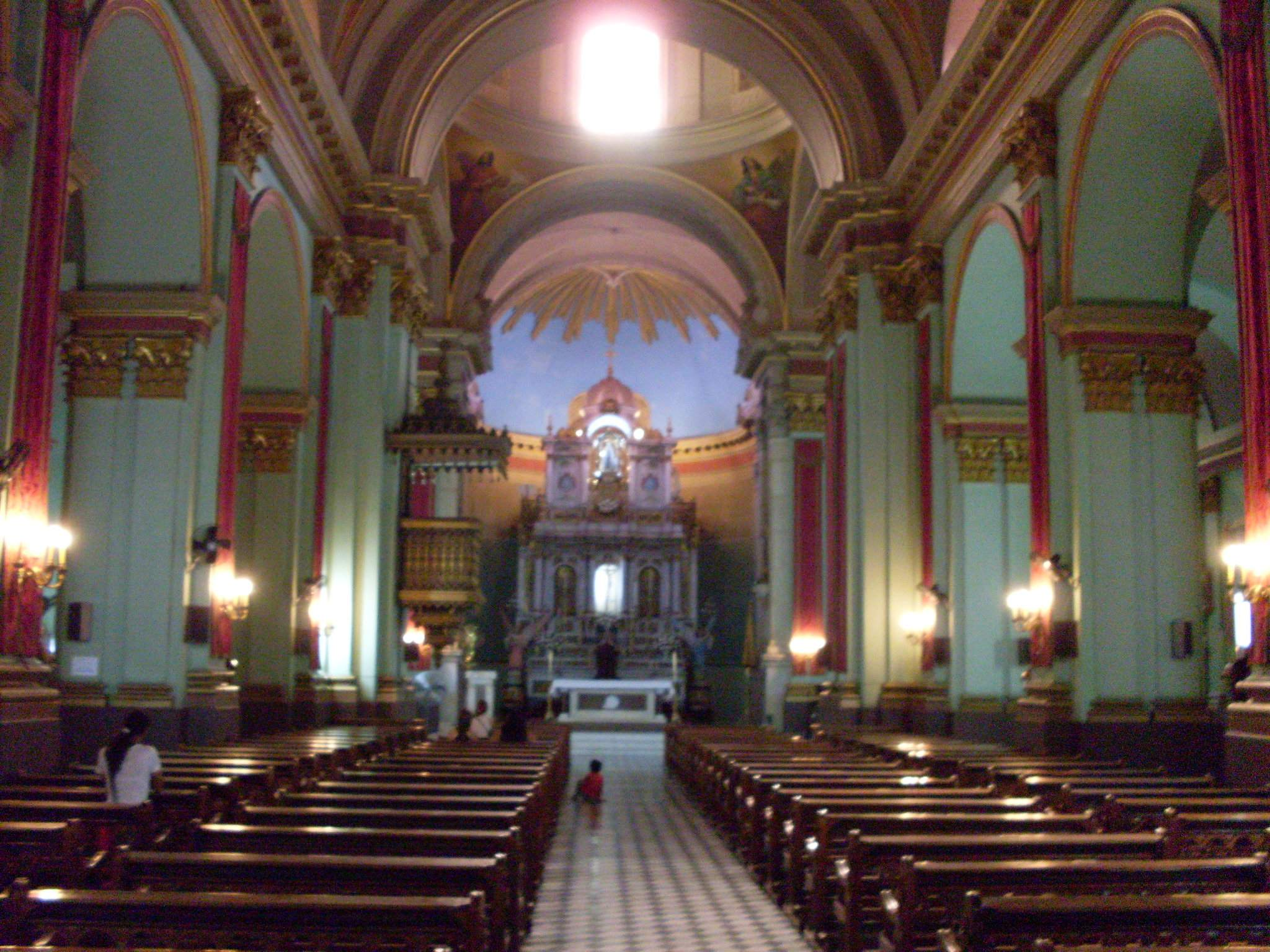
Intérieur de la cathédrale-basilique.

La façade présente un imposant narthex qui empiète sur le trottoir. Elle est entourée latéralement de deux tours, et est surmontée d'un fronton triangulaire. Le narthex est ouvert vers l'extérieur par une belle colonnade et donne sur trois portails correspondant aux nefs du sanctuaire.
La cathédrale possède un grand vaisseau principal et deux autres latéraux.
Elle comportait trois nefs au départ. Cependant des doutes concernant la solidité de l'édifice survinrent rapidement, et on entreprit la construction d'arcs-boutants des deux côtés de l'édifice, entre lesquels on adjoignit deux séries de chapelles latérales, ce qui contribua à élargir considérablement l'édifice. 
Le revêtement de sol constitué au départ de solides planches de caroubier créole, est aujourd'hui une énorme mosaïque de marbre à motifs géométriques. 

### La voûte
La coupole présente une grande peinture représentant une magnifique Assomption de Marie. Elle est entourée des représentations des quatre évangélistes. 
Les peintures couvrent la voûte de la nef centrale, la croisée du transept et la coupole de la cathédrale. Elles ont été réalisées en 1941, pour le cinquantenaire du couronnement de la Vierge. 
Situés dans le vaisseau central, les motifs de ces peintures sont puisés dans l'histoire des prodiges et miracles attribués à la Vierge de la Vallée.
On y trouve les évènements survenus dans la maison d'un certain Zalazar qui hébergeait la statue. La statue disparut un jour, et on la rechercha. Ce fut un basque qui la ramena. Plus tard, un incendie ravagea le coton du même Zalazar et l'intervention de la vierge fut nécessaire pour éteindre les flammes
Plusieurs peintures font allusion aux guerres dévastatrices entre Espagnols et Indiens Calchaquís et à l'action de la Vierge qui fit cesser les combats.
On voit aussi la Vierge arrêtant le fléau constitué par la prolifération de vers et de sauterelles.
Enfin, il existe une peinture représentant les nombreux fidèles se rendant au sanctuaire. Parmi eux se trouvent des allégories représentant les arts, les sciences et la théologie ainsi que les autorités.